# Potamophylax albergaria
Potamophylax albergaria là một loài Trichoptera trong họ Limnephilidae. Chúng phân bố ở miền Cổ bắc.